# باتريسيا ولز
باتريسيا ولز (بالإنجليزية: Patricia Wells)‏ هي صحفية وكاتِبة وطاهية أمريكية، ولدت في 5 نوفمبر 1946 في ميلواكي في الولايات المتحدة.

## وصلات خارجية
- الموقع الرسمي